# Patrick Lopes
Patrick Gilberto Rodrigues Lopes (Jequié, 26 de fevereiro de 1982), mais conhecido como Patrick Lopes é um político brasileiro filiado ao Avante.Foi prefeito de Jitaúna por duas vezes, atualmente está no exercício de seu primeiro mandato de Deputado Estadual pela Bahia, no qual foi eleito em 2022.
Em 30 de março de 2022 renunciou ao mandato de prefeito de Jitaúna para candidatar-se ao cargo de Deputado Estadual, Marcelo Pecorelli (PP), seu vice, assumiu a titularidade do mandato.

## Desempenho Eleitoral
| Ano  | Eleição              | Cargo             | Partido | Partido | Coligação                                                                 | Vice                     | Votos para Patrick | Votos para Patrick | Votos para Patrick | Resultado | Ref   |
| Ano  | Eleição              | Cargo             | Partido | Partido | Coligação                                                                 | Vice                     | Total              | %                  | P.                 | Resultado | Ref   |
| ---- | -------------------- | ----------------- | ------- | ------- | ------------------------------------------------------------------------- | ------------------------ | ------------------ | ------------------ | ------------------ | --------- | ----- |
| 2016 | Municipal de Jitaúna | Prefeito          |         | PDT     | Unidos Por Um Novo Caminho (PDT, PTB, PSL, PMDB, PRP, PRB, DEM, PSD, PSB) | Lucinéia Ramos (PTB)     | 6.183              | 67,22%             | 1°                 | Eleito    | [ 7 ] |
| 2020 | Municipal de Jitaúna | Prefeito          |         | PP      | O Trabalho Não Pode Parar (PP, PROS)                                      | Marcelo Pecorelli (PROS) | 5.637              | 66,33%             | 1°                 | Eleito    | [ 8 ] |
| 2022 | Estadual da Bahia    | Deputado Estadual |         | Avante  | Partido Isolado (Avante)                                                  | —                        | 35.607             | 0,45%              | 59°                | Eleito    | [ 9 ] |